# Anchon erici
Anchon erici är en insektsart som beskrevs av Boulard 1969. Anchon erici ingår i släktet Anchon och familjen hornstritar. Inga underarter finns listade i Catalogue of Life.